# Onthophagus pseudoplebejus
Onthophagus pseudoplebejus är en skalbaggsart som beskrevs av Moretto 2009. Onthophagus pseudoplebejus ingår i släktet Onthophagus och familjen bladhorningar. Inga underarter finns listade i Catalogue of Life.